# Rio Curtuiuşu
O Rio Curtuiuşu é um rio da Romênia, afluente do Bârsău, localizado no distrito de Maramureş.